# Paniekkamer
Een paniekkamer, door verengelsing ook genoemd een safe room, panic room of strong room, is een gefortificeerde, afsluitbare ruimte in een gebouw of vaartuig.

## Functies en gebruik
Paniekkamers kunnen functioneren als veilige schuilplaats in het geval van een inbraak of huisoverval. Ook bieden zulke kamers bescherming tegen tornado's en orkanen, en raketaanvallen en bommen. Sommige zijn ook brandveilig. Paniekkamers worden daarnaast ingezet op schepen, tegen (Somalische) piraterij.
Volgens een publicatie van De Standaard in 2011 zijn paniekkamers populair bij superrijken. Acteur George Clooney en zijn vrouw zouden er bijvoorbeeld een hebben laten bouwen. Soms zijn zulke kamers "een noodzakelijk kwaad". Zo laten sommige burgemeesters ze in hun woning plaatsen naar aanleiding van bedreigingen en intimidaties op hun huisadres. Sinds de jaren 90 worden nieuwe gebouwen in Israël standaard uitgerust met een paniekkamer.

## Kenmerken
Soms is bijna niet te zien dat een ruimte een paniekkamer is, zodat de situatie leefbaar blijft. De kamer is bijvoorbeeld ingericht als woon- of slaapkamer. Paniekkamers kunnen uitermate klein zijn, een soort grote brandkast, bijvoorbeeld als onderdeel van een, met een afstandsbediening uitschuifbaar bed. De kamer heeft vaak een stalen toegangsdeur, dikke muren van beton, en ofwel geen raam ofwel een raam van veiligheidsglas. De muren zijn vaak inwendig versterkt met mangaanstaal, kevlar, of metaalgaas.